# Sunda
Sunda je obec se přibližně 1 800 obyvateli na Faerských ostrovech, která zahrnuje vesnice Hósvík, Norðskáli, Hvalvík, Streymnes, Haldórsvík, Oyri, Oyrarbakki, Tjørnuvík, Gjógv, Langasandur, Saksun a Nesvík na ostrovech Streymoy a Eysturoy. Obec vznikla spojením obcí Hósvíkar, Hvalvíkar, Saksunar, Haldarsvíkar, Sunda a Gjáar v roce 2005.